# Voestalpine

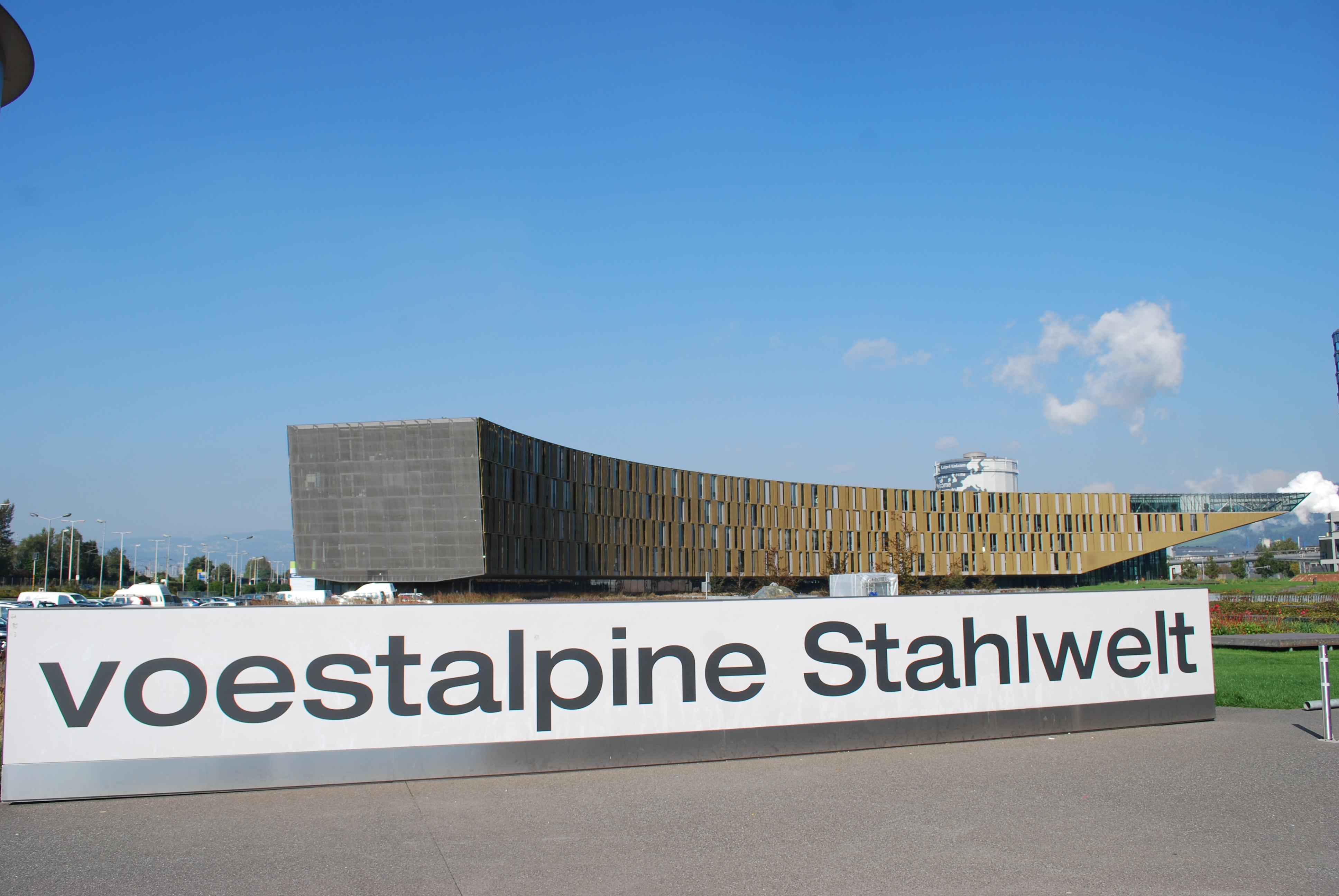
Voestalpine Stahlwelt.

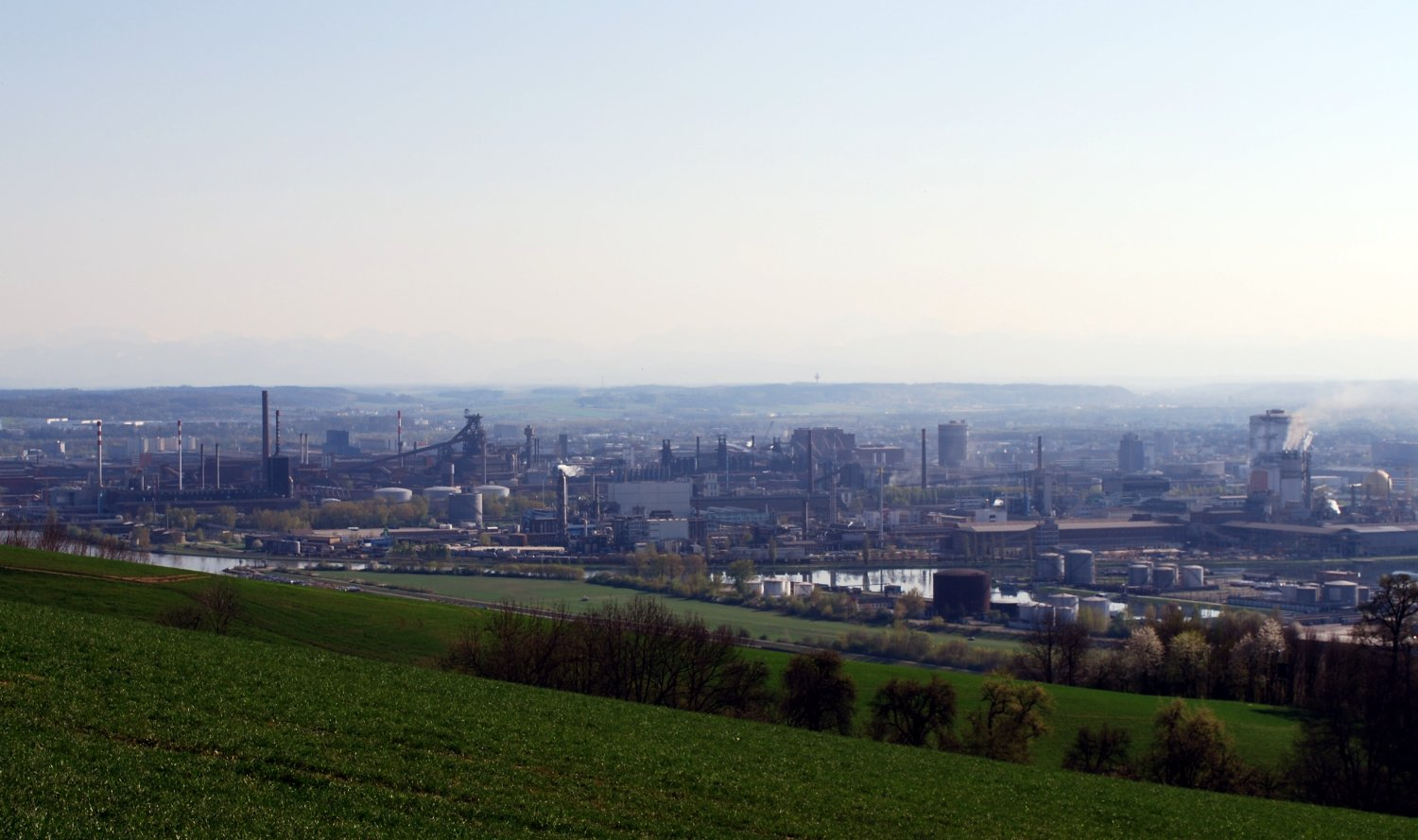
Stålverket i Linz.

Voestalpine AG (eget skrivsätt: voestalpine AG; uttal: [ˌføːstalˈpiːne]) är en stålindustrikoncern med huvudkontor i  Linz, Österrike.
Voestalpine framgick ur Eisenwerke Oberdonau, som kom igång 1941 efter att ha grundats 1938 och som ingick i Reichswerke Hermann Göring. Företaget kom främst att leverera stål till den tyska krigsindustrin, och anläggningarna förstördes genom amerikanska bombangrepp i juli 1944. Efter kriget (1946) kom bolaget att ägas av den österrikiska staten under benämningen Vereinigte Österreichische Eisen- und Stahlwerke AG (VÖEST) och att utvecklas till ett paradexempel på förstatligad industri[förklaring behövs]– senast 1952 med utvecklingen av LD-processen för ståltillverkning. 1973 absorberade VÖEST även ståltillverkarna Alpine Montan AG samt Böhler och Schoeller-Bleckmann, varpå koncernen tog namnet VOEST-Alpine AG. 
Under 1980-talet fick statsägda VOEST stora problem med lönsamheten. Bolaget gjorde en förlust på 25 miljarder schilling och omstruktureringar startade. En uppdelning under 1990-talet följde med tre koncerner och privatiseringar av verksamheten som fullföljdes under 2000-talet. 2003 var privatiseringen helt genomförd. 2003 ändrades skrivsättet VOEST-Alpine AG till Voestalpine AG.
Böhler-Uddeholm ingår sedan 2008 i Voestalpine.
Voestalpine var under flera år storsponsor för fotbollslaget SK VÖEST Linz.

## Koncernen
Koncerns fyra divisioner:
- Automotive – karosstillverkning
- Profilform – rör
- Eisenbahnsysteme – järnväg (bl.a. räls)
- Stahl – kvalitetsstål för bil- och vitvaruindustrin